# There’s One in Every Crowd
There’s One in Every Crowd ist das dritte Studioalbum von Eric Clapton. Es erschien 1975 unter dem Label RSO Records. Das Album ist musikalisch dem Vorgängeralbum 461 Ocean Boulevard sehr ähnlich, konnte jedoch kommerziell nicht den gleichen Erfolg erreichen.

## Hintergrund
Nach dem Reggae-Nummer-eins-Hit I Shot the Sheriff entschied sich Clapton, mit seiner Band nach Jamaika zu reisen und dort ein Album aufzunehmen. Die Songs Swing Low, Sweet Chariot, Little Rachel und Don't Blame Me sind ebenfalls Reggaesongs. Während der Aufnahme des Albums hatte Clapton große Alkoholprobleme und wollte das Album ursprünglich EC is God ... There's One in Every Crowd betiteln, was sein Plattenlabel RSO jedoch ablehnte.

## Titelliste
1. We’ve Been Told (Jesus Coming Soon) (Willie Johnson) – 4:28
2. Swing Low, Sweet Chariot (Arrangiert von Eric Clapton) – 3:33
3. Little Rachel (Jim Byfield) – 4:06
4. Don’t Blame Me (Clapton/George Terry) – 3:35
5. The Sky Is Crying (Elmore James) – 3:58
6. Singin’ the Blues (Mary McCreary) – 3:26
7. Better Make It Through Today (Clapton) – 4:07
8. Pretty Blue Eyes (Clapton) – 4:45
9. High (Clapton) – 3:30
10. Opposites (Clapton) – 4:52

## Rezeption und Auszeichnungen
Die Musikwebsite Allmusic vergab zwei von fünf möglichen Sternen für das Album. Kritiker William Ruhlmann bezeichnete das Album als einen „enttäuschenden Nachfolger für 461 Ocean Boulevard“. Das Album belegte Platz 15 der britischen Albumcharts und positionierte sich auf Rang 21 der Billboard 200. Die Single Swing Low, Sweet Chariot erreichte Platz 19 der britischen Singlecharts und blieb neun Wochen in den Charts.

## Verkaufszahlen
| Land / Verband               | Auszeichnung | Verkäufe   | Quelle |
| ---------------------------- | ------------ | ---------- | ------ |
| Vereinigtes Königreich (BPI) | Silber       | 100.000+ £ | [ 4 ]  |